# Mauroux (Lot)
Mauroux település Franciaországban, Lot megyében. Lakosainak száma 553 fő (2022. január 1.). Mauroux Soturac, Lacapelle-Cabanac, Sérignac, Touzac, Masquières, Montayral és Thézac községekkel határos.

## Népesség
A település népességének változása:
| Lakosok száma | 353  | 336  | 371  | 500  | 513  | 518  | 526  | 524  | 525  | 553  |
|               | 1968 | 1982 | 1990 | 2006 | 2013 | 2015 | 2017 | 2019 | 2020 | 2022 |